# 南オーストラリア博物館
南オーストラリア博物館（みなみオーストラリアはくぶつかん、英:South Australian Museum）は、オーストラリアアデレード市内に存在する博物館。

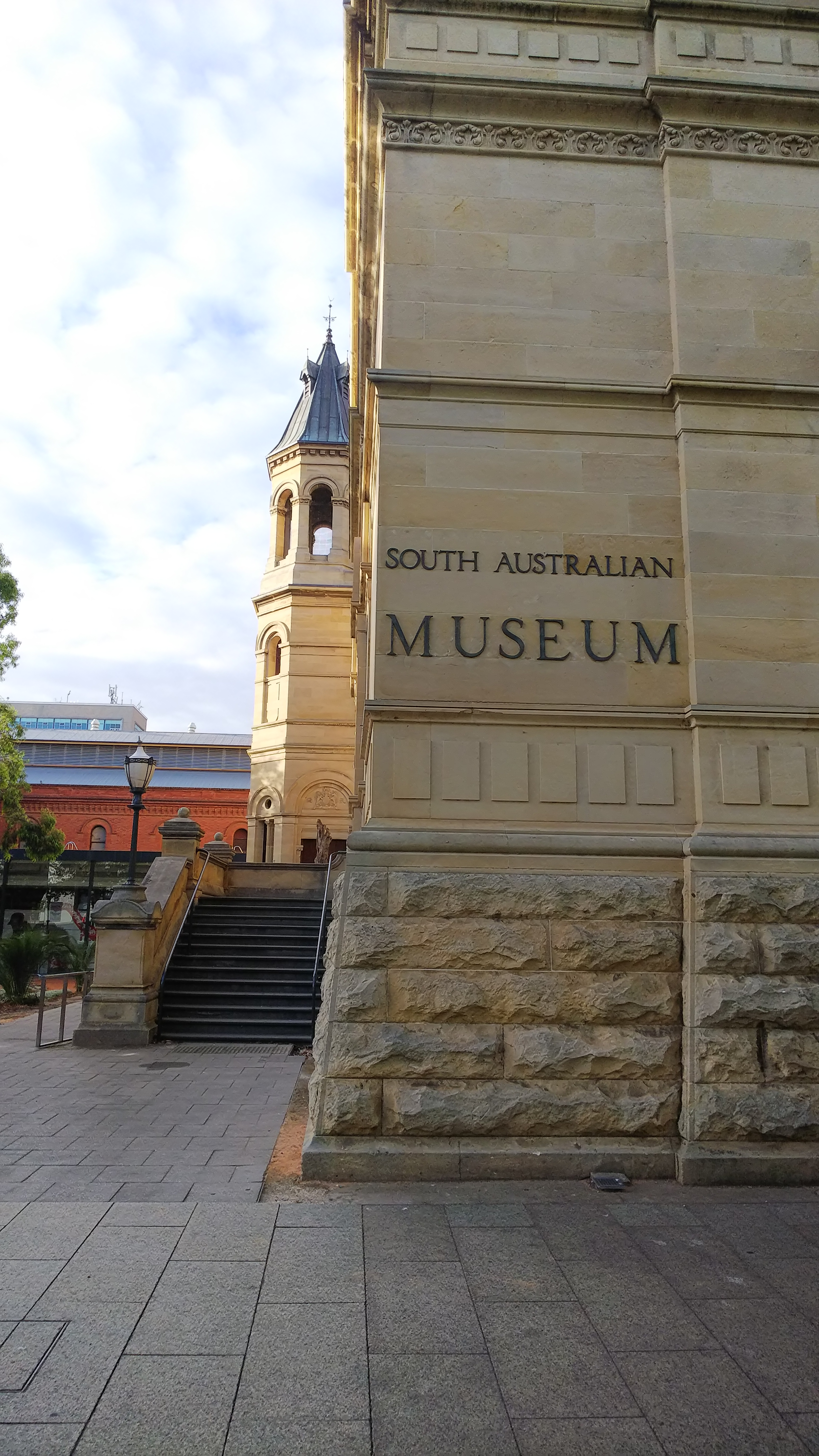
南オーストラリア博物館

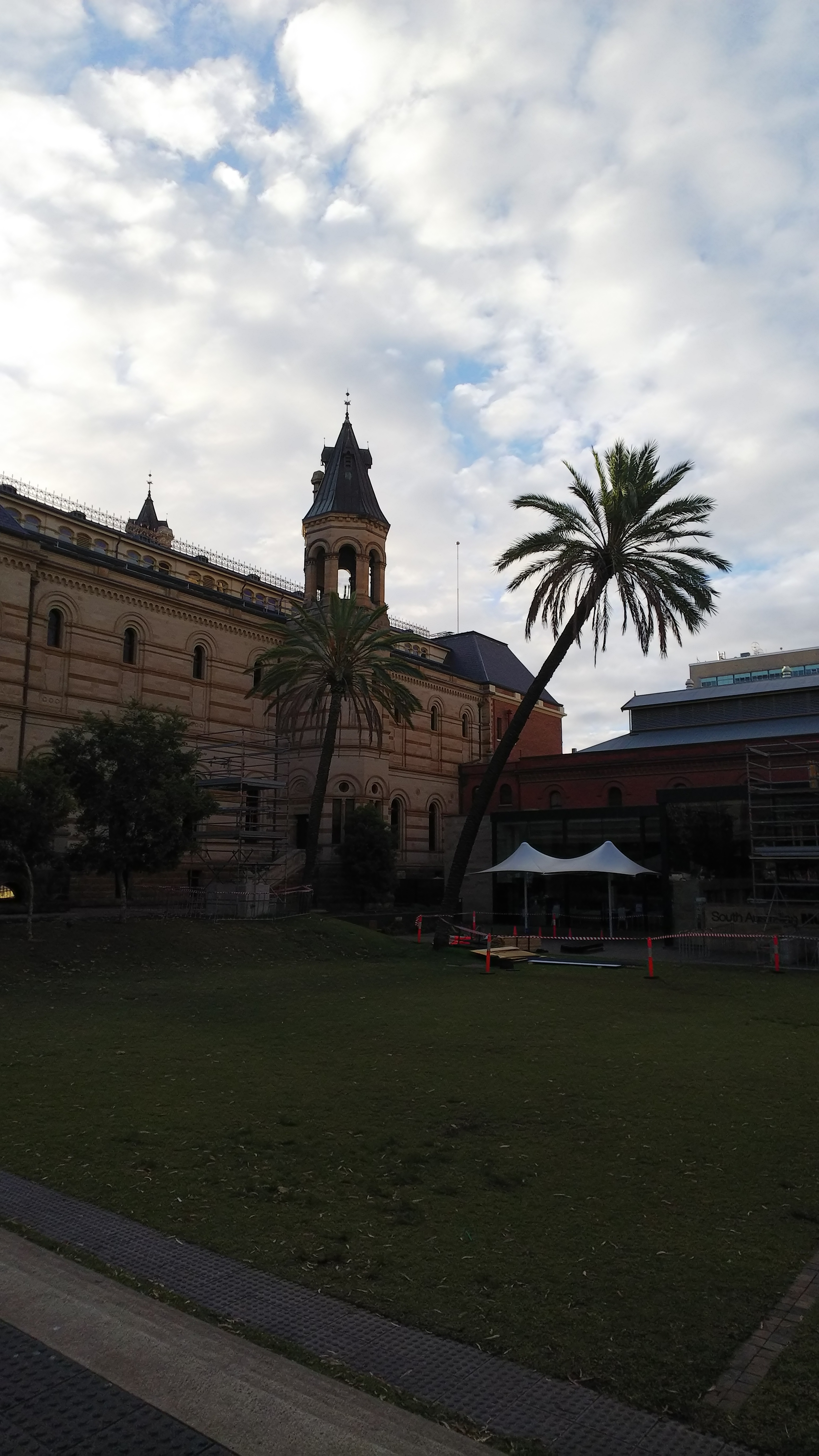
南オーストラリア博物館の中庭

## 概要
南オーストラリア州の文化、特に先住民族であるアボリジニに関する展示資料は世界最多とも評される。他に、恐竜化石、動物の剥製、巨大なオパールなどの展示が行われている。入場無料。